# Transporte Urbano de Fuengirola
Transporte Urbano de Fuengirola es el nombre bajo el que opera el servicio de autobuses urbanos de la ciudad de Fuengirola, en la provincia de Málaga, España. Es gestionado por la empresa Interbus.

## Historia
Hasta el 31 de diciembre de 2022, estuvo gestionado por la empresa concesionaria Marcelino Muñoz SL. El servicio estaba inicialmente compuesto por seis líneas regulares y un servicio especial al cementerio. El precio único por trayecto era de 1,15€, mientras que el bono de 10 viajes salía por 8,00€. Los pensionistas residentes en el municipio se beneficiaban de un descuento del 56% del precio.
Con la llegada de la nueva concesionaria, se reordenó por completo el servicio urbano, pasando a disponer de cinco líneas regulares. Además, el servicio es gratuito tanto para residentes como para visitantes. Cuenta con una dotación de doce vehículos, nueve autobuses de doce metros de longitud y tres microbuses. A partir del 17 de mayo de 2023, la gratuidad del servicio solo estará disponible para residentes que dispongan de la tarjeta correspondiente.

## Líneas
| Línea | Trayecto                 |
| ----- | ------------------------ |
| L1    | C. C. Miramar - Carvajal |
| L2    | Boquetillo - Centro      |
| L3    | Calerita - Mercacentro   |
| L4    | Los Pacos - Boliches     |
| L5    | Torreblanca - Boliches   |

## Conexión con autobús interurbano

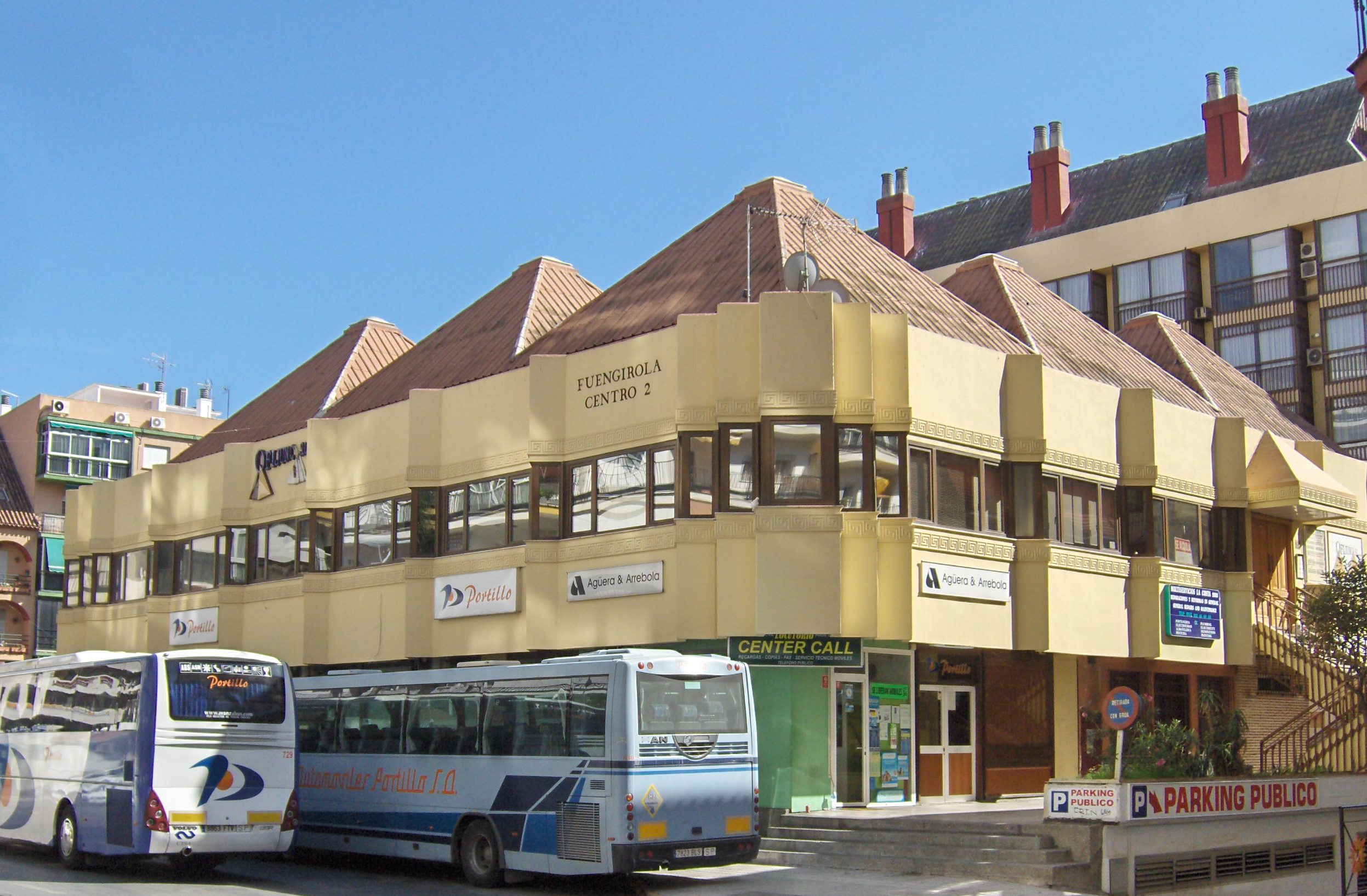
Estación de autobuses de Fuengirola.

Existen paradas coincidentes con las siguientes líneas adscritas al Consorcio de Transporte Metropolitano del Área de Málaga:
| Línea | Trayecto                                               |
| ----- | ------------------------------------------------------ |
| M-113 | Málaga-Las Lagunas-Fuengirola (Directo)                |
| M-119 | Calahonda-La Cala de Mijas-Fuengirola                  |
| M-120 | Torremolinos-Fuengirola                                |
| M-122 | Fuengirola-Mijas                                       |
| M-127 | Las Lagunas-Estación de autobuses                      |
| M-129 | Estación de autobuses-Las Lagunas-Cementerio-Hipódromo |
| M-156 | Las Lagunas-Centro Comercial-Cerros del Águila         |
| M-220 | Fuengirola-Marbella                                    |
| M-221 | Fuengirola-Coín                                        |
| M-222 | El Barrio-Mijas-La Alquería-Fuengirola                 |
| M-223 | Entrerríos-Las Lagunas-Fuengirola                      |